# .ad
.ad (Andorra) é o domínio de topo da Internet para Andorra. É administrado pela Andorra Telecom.